# Phyllobothrium lactuca
Phyllobothrium lactuca är en plattmaskart som beskrevs av van Beneden 1850. Phyllobothrium lactuca ingår i släktet Phyllobothrium och familjen Phyllobothriidae. Inga underarter finns listade i Catalogue of Life.